# Coppa Italia 2018–2019 (volleyboll, damer)
Coppa Italia 2018-2019 utspelade sig mellan 16 januari och 3 februari 2019. Det var den 41:a upplagan av turneringen deltog åtta lag från Serie A1 2018–2019. AGIL Volley vann för tredje gången, varav andra i rad, genom att vinna över Imoco Volley i finalen. Letizia Camera utsågs till mest värdefulla spelare..

## Regelverk
Lagen spelade kvartsfinaler (som dubbelmöte som avjordes med golden set om lagen vunnit samma antal set), semifinaler och final (som bägge spelades som direkt avgörande matcher)..

## Deltagande lag
| Lag                                          | Kvalificerat genom     | Deltog senast          |
| -------------------------------------------- | ---------------------- | ---------------------- |
| AGIL Volley                                  | 1:a Serie A1 2018–2019 | Coppa Italia 2017–2018 |
| Volleyball Casalmaggiore                     | 5:a Serie A1 2018–2019 | Coppa Italia 2016–2017 |
| Cuneo Granda Volley                          | 8:a Serie A1 2018–2019 | Debut                  |
| Imoco Volley                                 | 3:a Serie A1 2018–2019 | Coppa Italia 2017–2018 |
| Unione Sportiva Pro Victoria Pallavolo Monza | 6:a Serie A1 2018–2019 | Coppa Italia 2017–2018 |
| Azzurra Volley San Casciano                  | 7:a Serie A1 2018–2019 | Coppa Italia 2017–2018 |
| Pallavolo Scandicci Savino Del Bene          | 2:a Serie A1 2018–2019 | Coppa Italia 2017–2018 |
| UYBA Volley                                  | 4:a Serie A1 2018–2019 | Coppa Italia 2017–2018 |

## Turneringen

### Spelschema
|  | Kvartsfinaler | Kvartsfinaler                                | Kvartsfinaler | Kvartsfinaler |   |   | Semifinaler                         | Semifinaler | Semifinaler |  |  | Final | Final | Final |  |
|  |               |                                              |               |               |   |   |                                     |             |             |  |  |       |       |       |  |
|  |               |                                              |               |               |   |   |                                     |             |             |  |  |       |       |       |  |
|  | 1             | AGIL Volley                                  | 3             | 3             |   |   |                                     |             |             |  |  |       |       |       |  |
|  | 1             | AGIL Volley                                  | 3             | 3             |   |   |                                     |             |             |  |  |       |       |       |  |
|  | 8             | Cuneo Granda Volley                          | 0             | 1             |   |   |                                     |             |             |  |  |       |       |       |  |
|  | 8             | Cuneo Granda Volley                          | 0             | 1             |   | 1 | AGIL Volley                         | 3           |             |  |  |       |       |       |  |
|  |               |                                              |               |               |   | 1 | AGIL Volley                         | 3           |             |  |  |       |       |       |  |
|  |               |                                              | 4             | UYBA Volley   | 0 |   |                                     |             |             |  |  |       |       |       |  |
|  | 4             | UYBA Volley                                  | 4             | UYBA Volley   | 0 | 3 | 3                                   |             |             |  |  |       |       |       |  |
|  | 4             | UYBA Volley                                  |               |               |   |   |                                     |             |             |  |  |       |       |       |  |
|  | 5             | Volleyball Casalmaggiore                     | 1             | 1             |   |   |                                     |             |             |  |  |       |       |       |  |
|  | 5             | Volleyball Casalmaggiore                     | 1             | 1             |   | 1 | AGIL Volley                         | 3           |             |  |  |       |       |       |  |
|  |               |                                              |               |               |   |   |                                     |             |             |  |  |       |       |       |  |
|  |               |                                              | 3             | Imoco Volley  | 2 |   |                                     |             |             |  |  |       |       |       |  |
|  | 2             | Pallavolo Scandicci Savino Del Bene          | 3             | Imoco Volley  | 2 | 3 | 2                                   |             |             |  |  |       |       |       |  |
|  | 2             | Pallavolo Scandicci Savino Del Bene          |               |               |   |   |                                     |             |             |  |  |       |       |       |  |
|  | 7             | Azzurra Volley San Casciano                  | 1             | 3             |   |   |                                     |             |             |  |  |       |       |       |  |
|  | 7             | Azzurra Volley San Casciano                  | 1             | 3             |   | 2 | Pallavolo Scandicci Savino Del Bene | 0           |             |  |  |       |       |       |  |
|  |               |                                              |               |               |   | 2 | Pallavolo Scandicci Savino Del Bene | 0           |             |  |  |       |       |       |  |
|  |               |                                              | 3             | Imoco Volley  | 3 |   |                                     |             |             |  |  |       |       |       |  |
|  | 3             | Imoco Volley                                 | 3             | Imoco Volley  | 3 | 3 | 3                                   |             |             |  |  |       |       |       |  |
|  | 3             | Imoco Volley                                 |               |               |   |   |                                     |             |             |  |  |       |       |       |  |
|  | 6             | Unione Sportiva Pro Victoria Pallavolo Monza | 0             | 1             |   |   |                                     |             |             |  |  |       |       |       |  |
|  | 6             | Unione Sportiva Pro Victoria Pallavolo Monza | 0             | 1             |   |   |                                     |             |             |  |  |       |       |       |  |
|  |               |                                              |               |               |   |   |                                     |             |             |  |  |       |       |       |  |

### Resultat

#### Kvartsfinaler

##### Match 1
| 16 januari 2019 PalaCastagnaretta, Cuneo Speltid: 1h:05 - Åskådare: 2 213      | Cuneo Granda Volley                          | 0 - 3 | AGIL Volley                         | 12-25, 16-25, 22-25        |
| 16 januari 2019 PalaRadi, Cremona Speltid: 1h:41 - Åskådare: ?                 | Volleyball Casalmaggiore                     | 1 - 3 | UYBA Volley                         | 25-18, 17-25, 23-25, 24-26 |
| 16 januari 2019 Nelson Mandela Forum, Florens Speltid: 1h:43 - Åskådare: 2 000 | Azzurra Volley San Casciano                  | 1 - 3 | Pallavolo Scandicci Savino Del Bene | 18-25, 25-18, 16-25, 22-25 |
| 16 januari 2019 Arena di Monza, Monza Speltid: 1h:14 - Åskådare: 809           | Unione Sportiva Pro Victoria Pallavolo Monza | 0 - 3 | Imoco Volley                        | 23-25, 13-25, 19-25        |

##### Match 2
| 20 januari 2019 PalaTerdoppio, Novara Speltid: 1h:35 - Åskådare: 2 000           | AGIL Volley                         | 3 - 1 | Cuneo Granda Volley                          | 25-23, 25-16, 13-25, 25-23        |
| 21 januari 2019 PalaYamamay, Busto Arsizio Speltid: 1h:45 - Åskådare: 2 040      | UYBA Volley                         | 3 - 1 | Volleyball Casalmaggiore                     | 15-25, 25-19, 25-22, 25-18        |
| 19 januari 2019 Palazzetto dello Sport, Scandicci Speltid: 2h:03 - Åskådare: 970 | Pallavolo Scandicci Savino Del Bene | 2 - 3 | Azzurra Volley San Casciano                  | 25-22, 25-20, 20-25, 20-25, 18-20 |
| 20 januari 2019 PalaVerde, Villorba Speltid: 1h:42 - Åskådare: 3 620             | Imoco Volley                        | 3 - 1 | Unione Sportiva Pro Victoria Pallavolo Monza | 25-21, 24-26, 25-22, 25-15        |

#### Semifinaler
| 2 februari 2019 PalaOlimpia, Verona Speltid: 1h:21 - Åskådare: 3 327 | AGIL Volley                         | 3 - 0 | UYBA Volley  | 25-22, 25-21, 25-19 |
| 2 februari 2019 PalaOlimpia, Verona Speltid: 1h:21 - Åskådare: 3 327 | Pallavolo Scandicci Savino Del Bene | 0 - 3 | Imoco Volley | 22-25, 22-25, 24-26 |

#### Final
| 3 februari 2019 PalaOlimpia, Verona Speltid: 1h:59 - Åskådare: 4 755 | AGIL Volley | 3 - 2 | Imoco Volley | 25-22, 20-25, 12-25, 25-22, 15-12 |